# Книгоспілка
«Книгоспілка» — українська видавнича і книготорговельна спілка. Діяла у Києві (1918–20; кер. М. Стасюк) та Харкові (1923–31; були також філії у Києві та Одесі). Як видавництво існувала до кінця 1930 року, потім перетворена на книготорговельне об'єднання «Вукоопкнига». «Книгоспілка» орієнтувала свою роботу на сільську аудиторію.

## Діяльність видавництва
Установчий капітал видавництва формувався переважно із коштів членів кооперативу та спонсорів. На початку діяльності основний фонд «Книгоспілки» становив 281182 крб.
Видавництво «Книгоспілка» мало видавничі серії: «Червоне письменство», де друкувалися твори українських письменників, серед яких були М. Хвильовий, А. Сенченко, П. Панч, О. Копиленко та ін.
1924 року, враховуючи потребу села, «Книгоспілка» видала цілу низку підручників, починаючи із підручників для шкіл першого ступеня та закінчуючи необхідними для семирічок. Усі підручники були видані українською мовою. Крім того, Книгоспілка займалася виданням нот, і зокрема було видано низку романсів українських авторів, а також західних авторів в українських перекладах, найбільше - Ф.Шуберта.
У 1920-х  роках у видавництві працював книгознавець Василь Іванушкін.
Київською філією «Книгоспілки» керував Микола Качеровський, людина з високою духовною освітою, член Музичного товариства імені Миколи Леонтовича. Головним редактором був Сергій Титаренко. Помічником головного редактора був Антон Харченко.

## Галерея видань

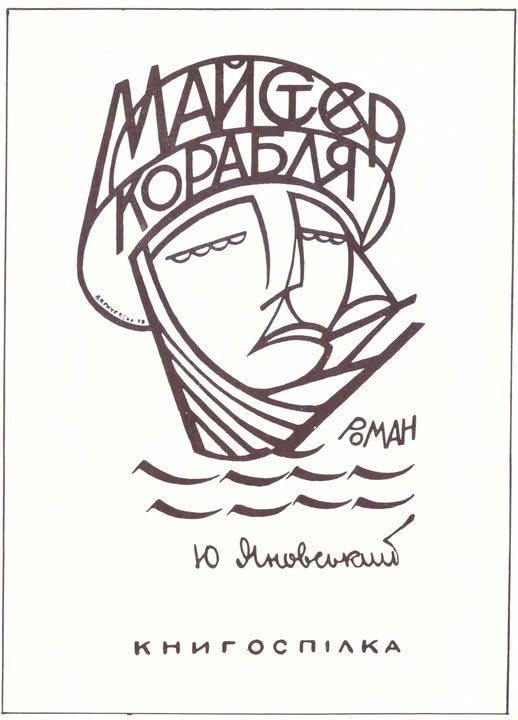
Юрій Яновський «Майстер Корабля» (1928)
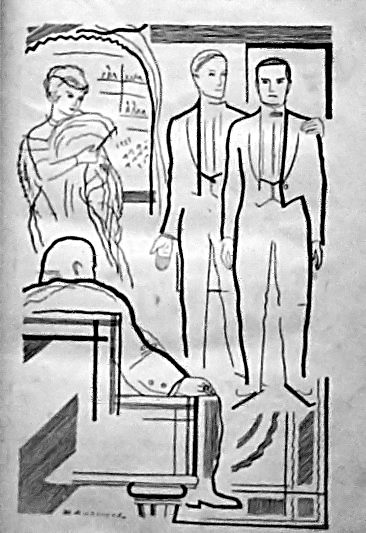
Ілюстрація до роману Бернгарда Келлермана «Тунель» (1927)
- Валер'ян Підмогильний. «Місто» (1929)
- Микола Хвильовий. «Камо грядеши» (1925)
- Майк Йогансен. «17 хвилин» (1925)
- Майк Йогансен. «Як будується оповідання» (1928)
- Іван Нечуй-Левицький. «Микола Джеря» (1926)